# Jean-Luc Ponty
Jean-Luc Ponty (Avranches, 29 settembre 1942) è un violinista francese, interprete di musica jazz fusion.

## Biografia
Dopo gli studi classici al conservatorio di Parigi, si dedicò al jazz guidato dalla passione per Miles Davis e John Coltrane. Ha lavorato con Stéphane Grappelli, la Mahavishnu Orchestra, Elton John, Franco Cerri, Alan Sorrenti partecipando all'album Aria, Daryl Stuermer e, soprattutto, con Frank Zappa.
Nel 1977 ha precorso l'uso del violino elettrico a cinque corde, con una corda più bassa accordata sul do. Ha anche utilizzato violini a sei corde (Violectra) con corde di basso in do e fa. Ponty è stato anche tra i primi a combinare il violino con MIDI, e distorsori.
Nel 2005 Ponty ha formato il "supergruppo" TRIO! con il leggendario bassista Stanley Clarke ed il virtuoso del Banjo Béla Fleck.

## Discografia

### Solista
- 1964 - Jazz Long Playing
- 1966 - Violin Summit
- 1967 - Sunday Walk
- 1967 - Cantaloupe Island
- 1969 - Jean-Luc Ponty Experience
- 1969 - King Kong: Jean-Luc Ponty Plays the Music of Frank Zappa
- 1969 - Electric Connection
- 1971 - Open Strings
- 1975 - Upon the Wings of Music
- 1976 - Aurora
- 1976 - Imaginary Voyage
- 1977 - Enigmatic Ocean
- 1978 - Cosmic Messenger
- 1979 - A Taste for Passion
- 1980 - Civilized Evil
- 1982 - Mystical Adventures
- 1983 - Individual Choice
- 1984 - Open Mind
- 1985 - Fables
- 1987 - The Gift of Time
- 1989 - Storytelling
- 1991 - Tchokola
- 1993 - No Absolute Time
- 1995 - The Rite of Strings (con Stanley Clarke e Al Di Meola)
- 1996 - Le Voyage: The Jean-Luc Ponty Anthology
- 1997 - Live at Chene Park
- 2000 - The Very Best of Jean-Luc Ponty
- 2001 - Life Enigma
- 2002 - The Best of Jean-Luc Ponty
- 2002 - Live at Semper Opera
- 2003 - In Concert (2003) (CD and DVD versions)
- 2007 - The Atacama Experience

### Con Frank Zappa
- 1969 - Hot Rats
- 1973 - Over-Nite Sensation
- 1974 - Apostrophe (')
- 1981 - Shut Up 'n Play Yer Guitar